# پاسرکمیس
پاسرکمیس(اندونزیایی: Pasarkemis) شهری در استان بانتن کشور اندونزی است. جمعیت این شهر بر اساس سرشماری سال ۲۰۰۰ میلادی ۱۴۴٫۵۷۰ تن بوده که در سال ۲۰۰۷ میلادی به ۱۵۸٫۱۲۵ نفر افزایش یافته‌است.